# Elton Dean
Elton Dean (Nottingham, Inglaterra, 28 de octubre de 1945-Londres, 8 de febrero de 2006) fue un músico británico de jazz, tecladista y saxofonista alto y soprano.

## Carrera
En 1966-67, Dean fue miembro de Bluesology, dirigida por Long John Baldry. El pianista del grupo, Reginald Dwight, tomaría para su carrera en solitario un nombre artístico formado precisamente por los nombres de Dean y Baldry: Elton John.
Dean asentó su reputación como miembro del sexteto de Keith Tippett, entre 1968 y 1970, y como miembro de la banda de jazz fusion y rock progresivo Soft Machine desde 1969 hasta 1972. En paralelo, en 1971 grabó con la big band Centipede (de Keith Tippett) y su primer álbum como líder, con Just Us.
Entre 1973 y 1975 después de disolver Just Us, Dean estuvo algo inactivo, sólo apareciendo como sesionista para otros artistas. Su próxima banda como líder fue Ninesense, cuyo nombre se debe a que consiste en nueve integrantes. Desde entonces volvió a ser tan prolífico como antes, con cerca de 50 álbumes en las siguientes tres décadas.
En 1978 fundó con Hugh Hopper el proyecto Soft Machine Legacy (con nombres temporales como Soft heap) que seguiría de forma intermitente, el resto de su vida.
En la década de los 80 también compartió lugar con Hopper en Equip Out y In Cahoots, mientras retomaba su carrera en solitario.
Durante los 90 y los primeros años del siglo XXI editó varios álbumes en solitario y a dúo, y con grupos de jazz europeos como Anglo Italian Quartet.
Murió en febrero de 2006 a los 60 años, tras un año con problemas cardíacos y de hígado.

## Discografía

### Soft Machine
- 1970: Third
- 1971: Fourth
- 1972: Fifth